# Emilio Barreda
Emilio Barreda y Pérez (n. 21 de septiembre de 1830; El Puerto de Santa María, Cádiz, España-28 de noviembre de 1878; Cádiz) fue un capitán de fragata y coronel español.

## Biografía
Barreda nació el 21 de septiembre de 1830 en El Puerto de Santa María. Hijo de los portuenses José Antonio Barreda Ortiz de Zarate y Eusebia Pérez Couto. Hermano de José Francisco Barreda Pérez, alcalde —en ese entonces— de El Puerto de Santa María y del coronel Faustino Barreda.. También tío del contraalmirante Francisco Barreda Miranda y capitán de navío José Barreda Miranda. También fue familiar del almirante general Blas de la Barreda.

## Trayectoria militar
Ingresó como aspirante al Colegio Naval Militar junto a su hermano Faustino en 1845. Más tarde, precisamente el 24 de diciembre de 1847 fue ascendido a guardiamarina de segunda clase y de primera clase el 7 de enero de 1851. Ascendió a alférez de navío el 7 de enero de 1853 y a teniente de navío el 23 de marzo de 1859.
En 1862 fue destinado a ser profesor de matemáticas en la Escuela Naval Militar. En 1865 formó parte de la dotación de la fragata Numancia, primer buque blindado en completar la circunnavegación. Tras su vuelta del viaje recibió la cruz de la Marina de Diadema Real por su dedicación en la travesía. En ese mismo año también publicó su primer libro: Compendio elemental de las materias de que consta la instrucción teórica de los aprendices navales, el cual recibió muy buena crítica hasta llegar a la Isabel II de España que condecoró a Barreda otorgándole la mención de Caballero de la Orden de Carlos III.

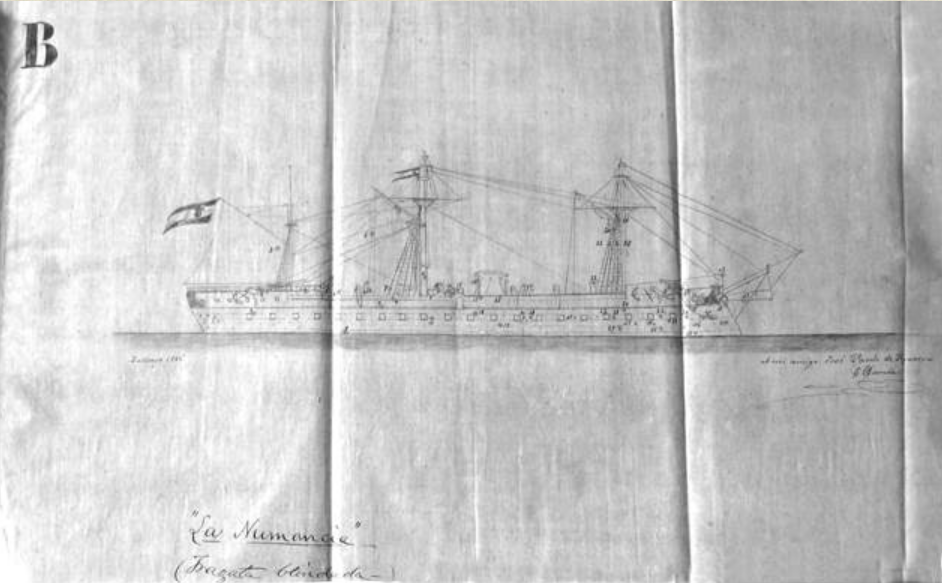
Ilustración de la fragata Numancia realizado por Barreda durante la vuelta al mundo en 1868.

En 1866 participó activamente en el Bombardeo de Valparaíso y del Combate del Callao, las cuales le otorgaron el Benemérito de la Patria y medalla al mérito naval. El 1 de febrero de 1868 fue nombrado segundo comandante de Marina, en comisión, de la provincia de Cádiz. En septiembre de ese mismo año, Barreda, participó de la Revolución de 1868 bajo las órdenes de Juan Bautista Topete para derrocar a Isabel II de España. En 1876 es nombrado jefe de gabinete del ministro de marina Juan Bautista Antequera y Bobadilla.

## Fallecimiento
Barreda, falleció el 28 de noviembre de 1878 en Cádiz a la edad de 48 años.

## Obras
- Compendio elemental de las materias de que consta la instrucción teórica de los aprendices navales. (1865)[9]
- Tratado de Maniobras (1866).